# Lamontélarié
Lamontélarié is een gemeente in het Franse departement Tarn (regio Occitanie) en telt 62 inwoners (2009). De plaats maakt deel uit van het arrondissement Castres.

## Geografie
De oppervlakte van Lamontélarié bedraagt 23,5 km², de bevolkingsdichtheid is dus 2,6 inwoners per km².
De onderstaande kaart toont de ligging van Lamontélarié met de belangrijkste infrastructuur en aangrenzende gemeenten.

## Demografie
Onderstaande figuur toont het verloop van het inwonertal (bron: INSEE-tellingen).